# Questioni meccaniche
Questioni meccaniche ( in greco Μηχανικά) è la più antica opera di meccanica della cultura occidentale: attribuito ad Aristotele (e parte del Corpus Aristotelicum), oggi è universalmente acclarato come di un autore che scrisse circa nel 300 a.C. sotto il nome di Aristotele.

## Struttura
Nell'antichità Diogene Laerzio inserisce il titolo Meccanica nella lista delle opere attribuite ad Aristotele, così come le altre due liste aristoteliche pervenuteci, la Vita Menagiana e quella di "Tolomeo Filosofo". Gli antichi ritenevano, dunque, che le Questioni Meccaniche fossero opera autentica di Aristotele, anche se è incerta l'attribuzione anche sulla dicitura presente su uno dei manoscritti del trattato, il Parisinus Graecus 2507 (del XV secolo): αἰτιολογία τῆς τῶν μηχανικῶν ἐνεργείας ὥς τινες λέγουσι Ἀριστοτέλους.
Tuttavia, fin dal Rinascimento cominciano a nascere i primi dubbi, con Cardano e Francesco Patrizi come detrattori dell'attribuzione ad Aristotele. Le argomentazioni a sfavore dell'attribuzione allo Stagirita sono stile poco curato, andamento compilatorio e scarsamente argomentativo; alcune discordanze con le dottrine aristoteliche, o divergenze ritenute molto significative, eccessive semplificazioni, errori o ingenuità; abbondanza di particolari e di osservazioni che non approdano a una sintesi, di opinioni non sostenute da un impianto teorico, e di fenomeni non compiutamente indagati secondo il complesso rapporto di causa ed effetto, o semplicemente riferiti a cause immediate. 
Per quanto riguarda la struttura,
Nell’introduzione, dopo un breve e tradizionale richiamo alla ‘meraviglia’, a ciò che nella cultura greca è avvertito come stimolo di ogni ricerca, e dopo aver posto l’accento sulla necessaria individuazione delle cause, per capire i vari fenomeni, si definiscono gli ambiti di indagine della mechane, e i principi su cui essa si basa. L’argomentazione che segue è articolata attraverso lo schema della domanda e della risposta, secondo un procedimento ben consolidato anche nel Peripato 
Le questioni sono :
1. Perché le bilance più grandi sono più precise di quelle piccole?
2. Perché, se lo sparto è sopra, quando si tolga il peso che l'ha inclinato in basso, la bilancia si raddrizza, mentre, se invece lo sparto è posto sotto la bilancia, non risale, ma rimane ferma?
3. Perché piccole forze muovono grandi pesi con la leva, pur aggiungendosi il peso della leva stessa?
4. Perché sono i rematori di mezzo a dare il massimo contributo al movimento della nave?
5. Perché il timone, pur essendo piccolo e posto all'estremità della nave, sviluppa una forza tale da poter muovere navi di grandi dimensioni, con la sola azione di una barra e con la forza finanche di un piccolo uomo?
6. Perché a parità di vela e con il medesimo vento, le navi aumentano la velocità di navigazione se aumenta l'altezza dell'antenna?
7. Perché, quando si vuol navigare come se il vento fosse favorevole, ma esso sia invece contrario, si restringe la parte della vela che è verso il timoniere e si spiega invece quella rivolta verso la prora, legandola a orza?
8. Perché gli oggetti più facili a muoversi sono quelli di forma rotondeggiante o sferica?
9. Perché muoviamo più agevolmente e velocemente ciò che è sollevato e tirato da cerchi maggiori?
10. Perché la bilancia, quando è senza peso, si muove più agevolmente rispetto a quando ha un peso?
11. Perché gli oggetti pesanti si trasportano più agevolmente sopra i rulli anziché sopra i carri, nonostante questi abbiano le ruote grandi, mentre questi sono di piccole dimensioni?
12. Perché un proiettile viene lanciato più lontano dalla fionda che dalla mano?
13. Perché nel medesimo argano le manovelle più lunghe si muovono più agevolmente delle più corte, ed egualmente per effetto della medesima forza i verricelli meno massicci si muovono più agevolmente di quelli massicci?
14. Perché, a parità di lunghezza, un pezzo di legno si spezza più agevolmente sul ginocchio se lo si rompa tenendolo per le estremità con le mani ad uguale distanza, anziché con le mani presso il ginocchio e molto vicino ad esso?
15. Perché presso i lidi del mare i ciottoli sono rotondeggianti, pur derivando da grandi pezzi di pietra e da conchiglie e cocci?
16. Perché i pezzi di legno, quanto più sono lunghi, tanto più diventano fragili, e si flettono di più qualora vengano sollevati, anche se il pezzo corto, lungo ad esempio due cubiti, sia sottile e l'altro pezzo, lungo ad esempio cento cubiti, sia di grosso spessore?
17. Perché con un cuneo pur piccolo si possono scindere grandi pesi e corpi di grande dimensione, e si può esercitare una notevole pressione?
18. Perché, se si costruiscono due carrucole, su due blocchi di legno collegati fra loro in modo opposto e attorno ad esso si fa passare una fune avente il suo punto di sospensione in uno dei ue blocchi di legno, mentre l'altro capo sia sostenuto o fatto passare attorno alle carrucole, si possono tirare grandi pesi tirando con il capo della fune, anche se è debole la forza di trazione?
19. Perché, se si pone una grande scure sopra a un ceppo di legno ed un grosso peso su di essa, la scure non spezza il legno in modo considerevole; ma se invece si alza la scure e con essa lo si colpisce, il legno si spacca a metà, anche nel caso che la scure che percuote abbia un peso molto inferiore rispetto ad un peso che sia posto sopra e che faccia pressione su di essa?
20. Perché le stadere possono pesare con un piccolo peso grandi pezzi di carne, mentre l'intero congegno è solo la metà della bilancia?
21. Perché i medici trovano più agevole estrarre i denti con la tenaglia, pur aggiungendo il peso della tenaglia stessa, anziché estrarli usando soltanto la mano?
22. Perché le noci si possono rompere con facilità senza percussione, usando strumenti fatti allo scopo di romperle?
23. Perché in un rombo, ciascuno dei due punti estremi, che si muovono di due moti, non percorre un uguale segmento di retta, ma uno dei due ne percorre uno molto maggiore?
24. Perché mai il cerchio maggiore, rotolando, sviluppa una traiettoria uguale a quella del cerchio minore, quando siano solidamente concentrici?
25. Perché i letti vengono costruiti con due lati il doppio degli altri, cioè con una lunghezza di sei piedi o poco più, con larghezza invece di tre?
26. Perché il trasporto di lunghe assi di legno sulla spalla riesce più difficoltoso, a parità di peso, se l'asse viene poggiata da una delle estremità anziché dal punto di mezzo?
27. Perché, se il peso in questione è costruito da un oggetto particolarmente lungo, riesce più difficoltoso portarlo sulla spalla, rispetto ad uno più corto, anche se lo si porta sottomettendo la spalla al suo punto di mezzo?
28. Perché i mazzacavalli posti presso i pozzi sono congegnati in modo tale da aggiungere alla trave di legno un suo peso, pur avendo d'altra parte anche il secchio stesso, vuoto o pieno, il suo peso?
29. Perché, quando due uomini trasportano il medesimo peso con un legno o qualcosa di simile, non sono ugualmente gravati, a meno che il peso non sia nel mezzo, ma viene ad essere maggiormente gravato il portatore che è più vicino al peso?
30. Perché, quando ci alziamo in piedi, poniamo tutti la gamba in angolo acuto con il femore, e ugualmente il femore con il tronco?
31. Perché ciò che è già in movimento si muove più agevolmente rispetto a ciò che è fermo, come avviene ad esempio per i carri, che quando sono già in movimento, possono essere spostati più rapidamente rispetto a quando cominciano a muoversi?
32. Perché le cose lanciate esauriscono il loro moto?
33. Perché un corpo che si muove non di moto proprio, continua a muoversi quando la forza di lancio non lo segue e non continua a spingerlo?
34. Perché sia le cose molto piccole sia le cose molto grandi, quando sono lanciate, non vanno lontano, ma occorre che per ciò vi sia una certa proporzione con chi le lancia?
35. Perché le cose che si muovono nei vortici d'acqua alla fine vengono tutte spinte verso il centro?

Non tutti i quesiti riguardano, come si nota, l’uso di macchine che permettano di risparmiare la forza e ottenere il massimo effetto (il "vantaggio meccanico" è solo presupposto, non calcolato). Alcune questioni, infatti, oggetti naturali, o di uso comune, altre sono su esperienze quotidiane, situazioni concrete, funzionamento di strumenti, configurazioni di determinati corpi; altri "problemi" sono ancora su tecniche di navigazione.